# Gnotus striatus
Gnotus striatus är en stekelart som först beskrevs av Tohru Uchida 1930.  Gnotus striatus ingår i släktet Gnotus och familjen brokparasitsteklar. Inga underarter finns listade i Catalogue of Life.